# Château de Bodelwyddan
Le château de Bodelwyddan est situé proche du village de Bodelwyddan, à proximité de Rhyl, dans le comté de Denbighshire au nord du pays de Galles. Il a été construit vers 1460 par la famille Humphreys de Anglesey comme manoir. La famille Williams-Wynn l'a fréquenté pendant environ 200 ans à partir de 1690. Il fait maintenant partie des monuments classés de Grade II* au Royaume-Uni.
Après avoir été ouvert au public en tant que maison-musée, en 2019 il a été mis en vente, et le bâtiment historique a été fermé au public, ainsi que les terrains et les attractions, mais l'hôtel voisin (exploité de manière indépendante) n'a pas été affecté.